# Cratere Sossia
Sossia è un cratere sulla superficie di 4 Vesta.